# Concombre de Perse
Cucumis melo dudaim
Espèce
Concombre de Perse est le nom traditionnel de Cucumis melo var. Dudaim, ou Dudaïm, population de melons ronds, parfumés à maturité, traditionnels d'Iran qui se rencontre en Inde.
La plante, grimpante, volubile et fructifère est cultivée comme décorative spécialement dans la province de Kermanshah. Ses beaux petits fruits ocres à rayures jaunes ont un parfum agréable, unique et persistant. La pulpe peu épaisse, blanchâtre et insipide - voire amère - n'a pas d'intérêt alimentaire. Des  propriétés médicinales sont évoquées.

## Dénomination
Il est admis comme une sous espèces de C. melo: Cucumis melo L. ssp. dudaim Naud. (1859) synonyme Cucumis dudaim L.. Pierre-Joseph Buc'hoz (1775), en donne une description (VIe espèce des Cucumis de Linnée:  «le fruit est de la grosseur d’une pomme commune, très-odorant, mais fade; son écorce est panachée. Cuture annuelle, croît naturellement au Levant, dans la Perse.»).
En français Melon de Perse à odeur, Concombre de Perse (chez Lamarck) Melon de senteur, concombre Dudaim, melon de la Reine Anne (de l'anglais ), melon de poche. Ces nombreux noms ont été diffusés par le catalogues Vilmorin à partir de 1866. En espagnol Españitas de olor Meloncito de Olor ou oloroso (petit melon odorant), en anglais orange cucumber (1765) les noms sont également divers The dudaim, apple-shaped cucumber, Queen Anne's Pocket melon (1848). La plante semble avoir été introduite postérieurement au règne de la reine Anne, elle n'est pas attestée en Europe à cette époque, a fortiori pour King Charles Melon.
L'hébreux דּוּדָאַים (dudaïm) (de דוֹד (dod) amour ou amant) ne désigne probablement pas Cucumis dudaim. Julien-Joseph Virey dans Des Médicaments aphrodisiaques en général et en particulier sur le dudaim de la Bible cite des auteurs qui l'ont cru être «le petit melon jaune de la grosseur des  coloquintes qui se conservent dans lès appartements avec les vêtements à cause de leur odeur» mais opte pour une orchidée. Foucault (1961) opte pour la mandragore.

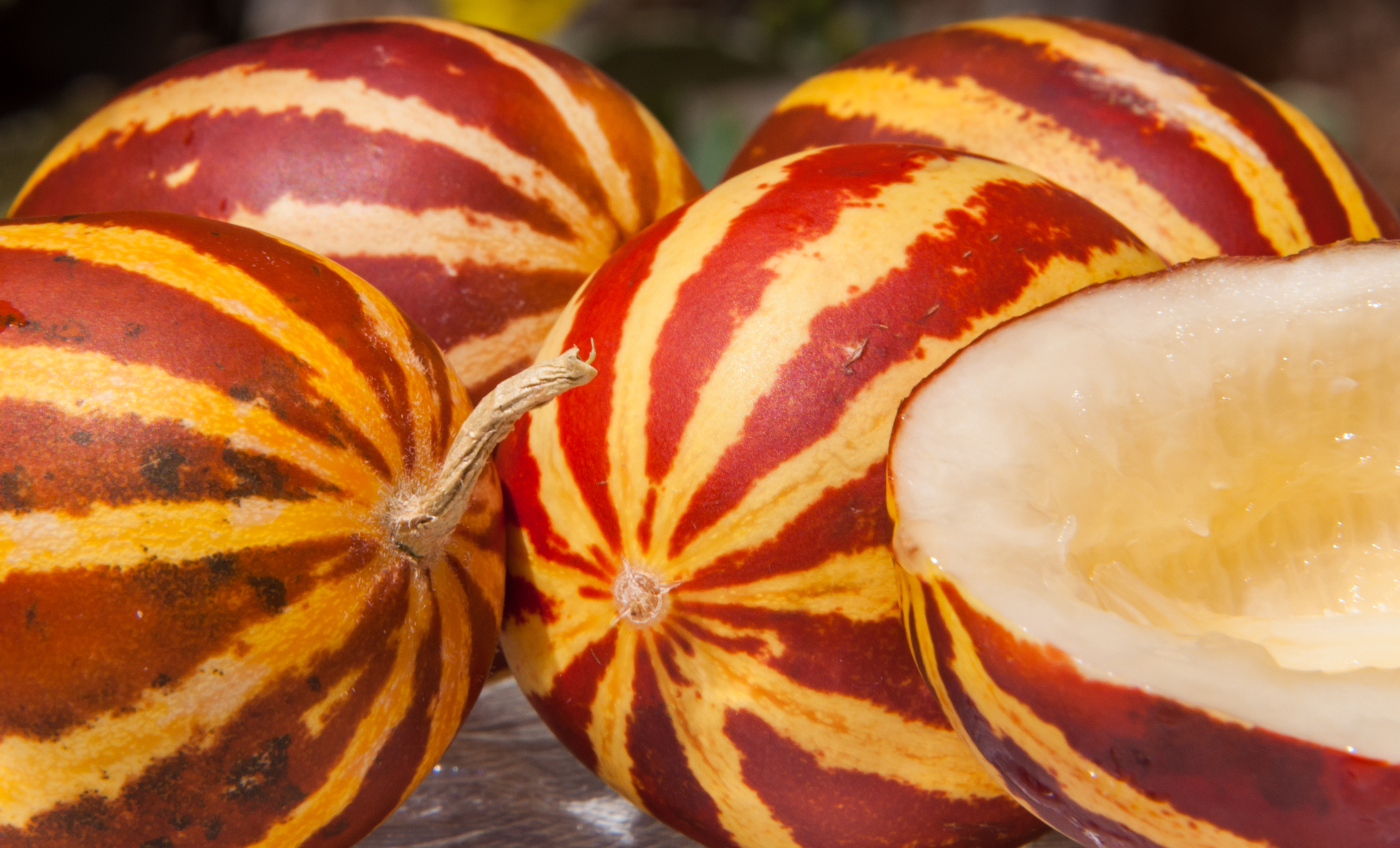
Dastanbu (en Iran) à maturité

En farsi  دستنبو Dastanbo (parfum des mains, il parfume les mains dès qu'on s'en saisi), divers autres noms en Azerbaïdjan (شاماما Şamama), au Kurdistan, en Ilam.

## Phylogénie et origine

### Histoire

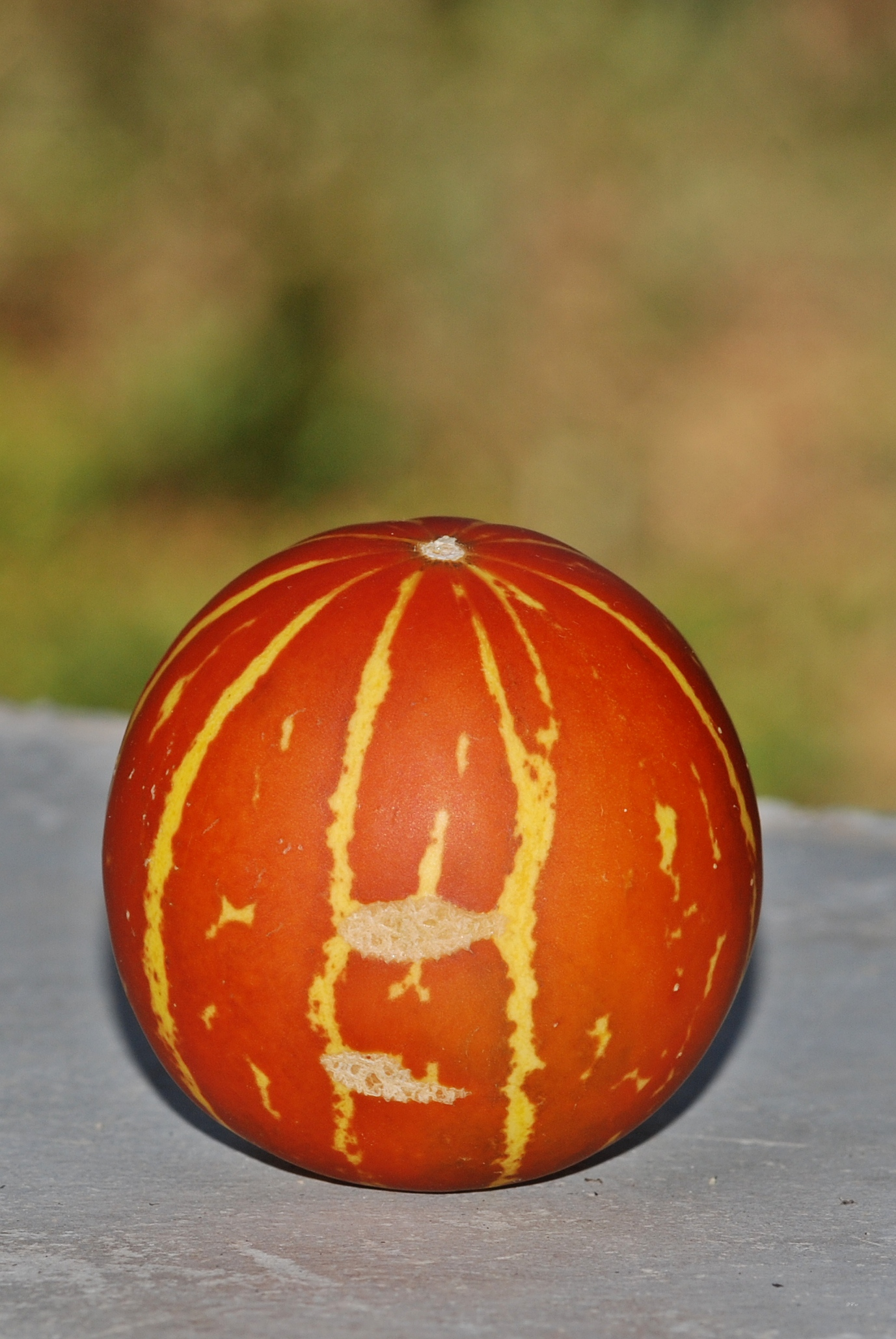
Şemamok melon Dudaim en kurde

L'origine Perse - on le dit venir de Torbat-e Djam - largement admise est contestée, il est possible qu'ils ont été sélectionnés plus à l’est.
Historiquement ils sont attestés en Iran avec une forte fréquence au Kurdistan. La première mention est dans al-Aqrābādhīn la Pharmacopée de Sābūr ibn Sahl qui était un nestorien kurde. Il utilise l'écorce du dastabūyah pour parfumer les mains. Abū al-Qāsim ibn Óawqal le décrit en Iran comme aromatique. Abū Rayān al-Bīrūnī mentionne les shammām arabes, dastabūyah ou dastabūyah persans ressemblant à des coloquintes avec des rayures rouges, vertes et jaunes, et une odeur agréable. Leur introduction en Al-Andalus date du début Xe siècle. Le tunisien Isāq ibn Sulaymān al-ʾIsrāʾīlī écrit vers 920 que son introduction en Europe est récente dans son Kitāb al-ʾAghdhiya wa-l-ʾAdwiya.
Naudin écrit en 1862 que l'introduction de Dudaim en Europe est récente. Ils restent une curiosité hors d'Iran.

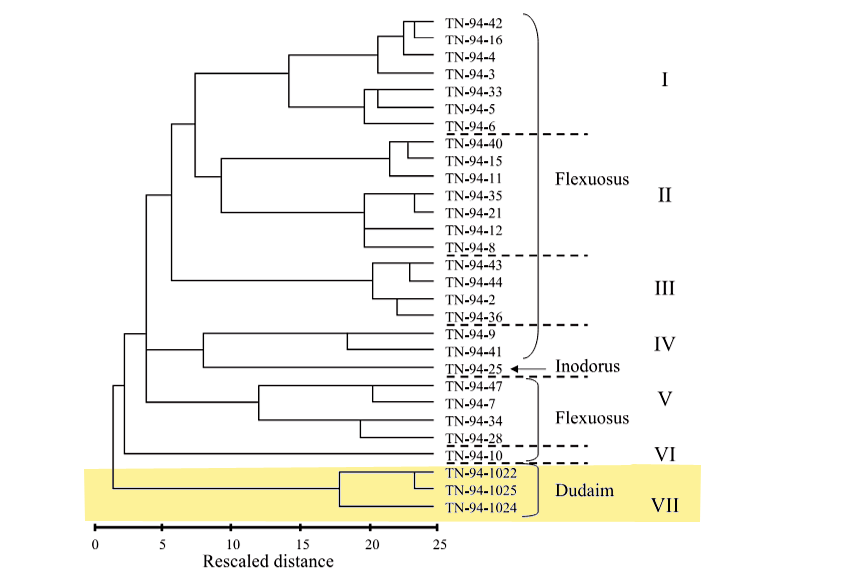
Dans l'analyse des traits morphologiques et physiologiques de 29 melons iraniens C. Dudaim a la plus forte distance des nombreux melons des groupes flexuosus et inodorus (2010)

### Phylogénie
Forouzandeh Soltani et al. (2010) ont établi une phylogénie des melons iraniens qu'ils divisent en 7 groupes. Dudaim (groupe VII) était indiscutablement éloigné de Flexuosus eux-mêmes génétiquement très divers. 2 échantillons sur 3 proviennent du Kusdistan. Le niveau de polymorphisme du groupe dudaim est le plus élevé parmi les melons iraniens, Mahmoud Raghami et al. (2014) les séparent deux sous-groupes avec des phénotypes différents (ils montrent des dudaim longs et ovales).

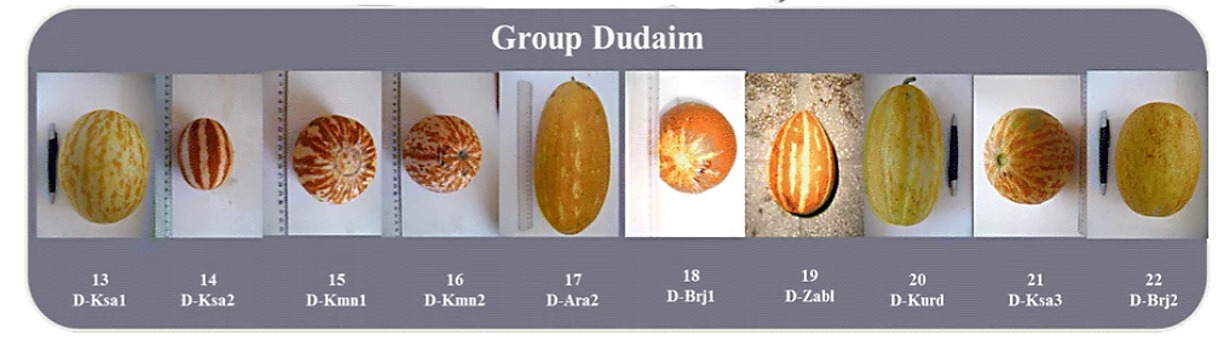
diversité importante des cultivars chez Mahmoud Raghami et al. (2014)

Munger et Robinson ont regroupé Dudaim et C. melo var. chito (qui est un agrestris) à fruit aromatique à pulpe fade, petit de la taille d'une prune dont on faisait des pickles sucrés au XIXe siècle, c'est pourquoi on trouve C. melo Chito and Dudaim Groups. La variété chito reste admise. 

## Description
Le fruit rond et lisse est petit (3 à 6 cm) a peu de pulpe, de couleur verte à ocre avec des rayures qui changent de couleur durant le murissement. Les rayures vert foncé deviennent orange intense, marron ou marron et les rayures vert clair deviennent jaune intense. 

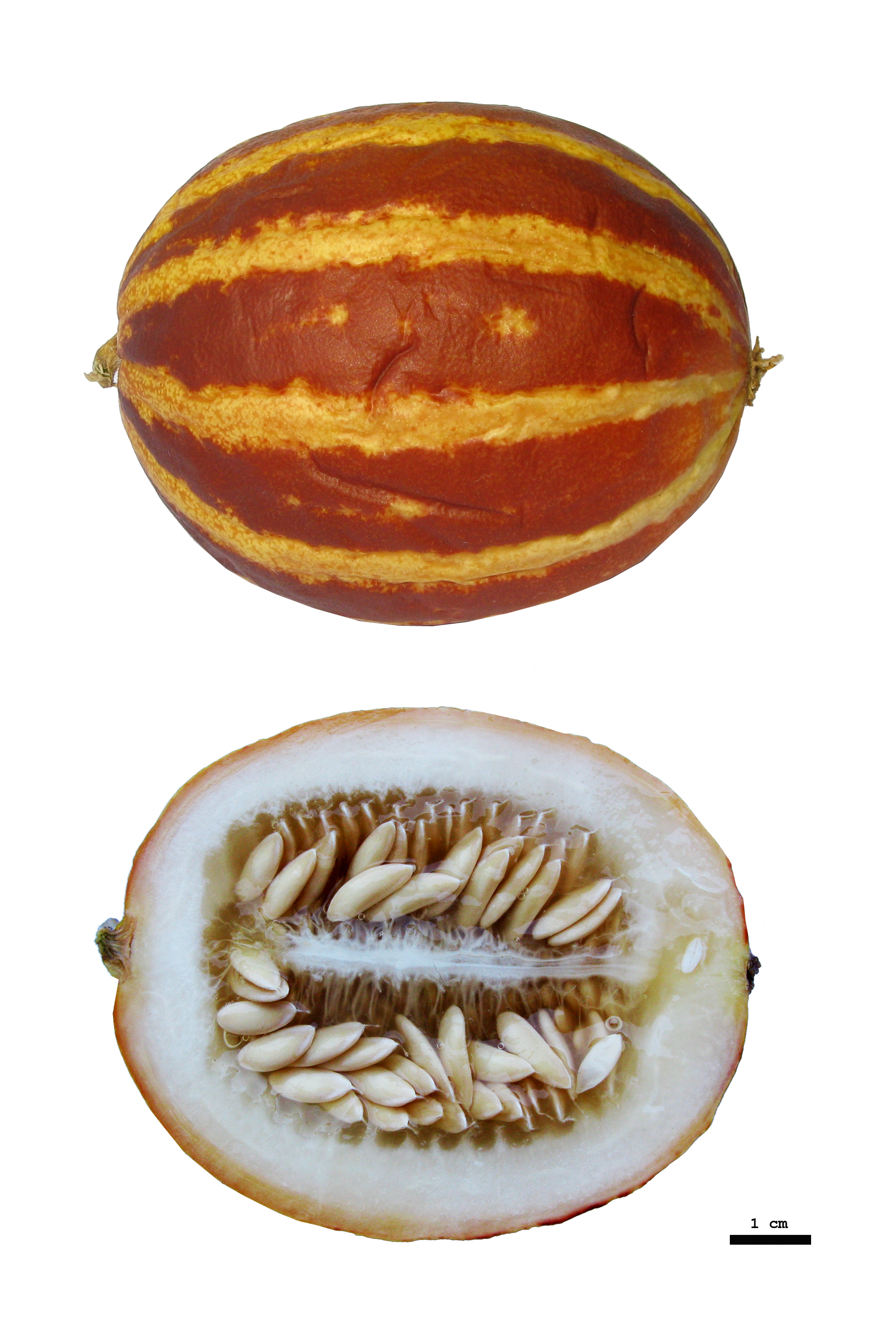

### Culture
La zone ce culture des Dudaim est la même que celle du concombre arménien, le climat lumineux, chaud et sec avec sol riche lui convient.
En 2014 la production iranienne était de 12 000 t (689 ha). L'hybridation des Dudaim avec des inodorus et des ameri en vue d'en améliorer le profil volatil est tentée par les obtenteurs iraniens (2023).

### Comestibilité
Gustave Babou (1907) écrit dans Plantes cultivées à Gabès et dans les oasis de l'Aradh: «Dudaim ou Melon de senteur - Cucumis. Lin. Cucumis Dudaïm. Lin. - Nom arabe: Bou chemam. La Dudaïm est originaire des Indes occidentales. Elle est cultivée à cause de son fruit odorant, mais sa pulpe est insipide». Naudin (1862):  «Leur chair blanchâtre est légèrement sucrée, et elle serait mangeable si elle ne laissait dans la bouche un arrière-goût un peu vireux, qu'on retrouve d'ailleurs dans la plupart des melons à demi sauvages du nord de l'Afrique et de l'Égypte. Ce joli fruit sert seulement à orner les desserts».
Auguste Paillieux et Désiré Bois (1899) le cultivent et le trouvent bon:  «il manque de sucre et ne peut être mangé qu'au dessert. En Chine, il est bon, sucré et parfumé. M. Naudin [ ] nous apprend qu'il est en grand honneur dans la plupart des pays musulmans, qu'il abonde en Perse, en Egypte, dans tout le nord de l'Afrique; qu'il l'a trouvé sur les marchés d'Algérie; qu'il existe depuis longtemps dans les colonies espagnoles d'Amérique. Il n'est donc pas immangeable. Sa chair est blanche, juteuse, parfumée, lorsqu'il est très mûr.[ ] nous proposons de le remplir de sucre et de la manger à la cuillère.». 

Mohsen Hatami et al. (2019) ont étudié l'optimum de gout de 2 cultivars iraniens Zangi-Abad et Kermanshah. Ils préconisent une récolte 21 jours après l'anthèse, les fruits sont ensuite stockés à 13°C pendant 3 semaines maximum, les teneurs en glucose et en fructose diminuent pendant l'affinage, à l'opposé les teneurs en saccharose et en maltose augmentent avec la maturité. Le comportement n'est pas climactérique sauf stress.

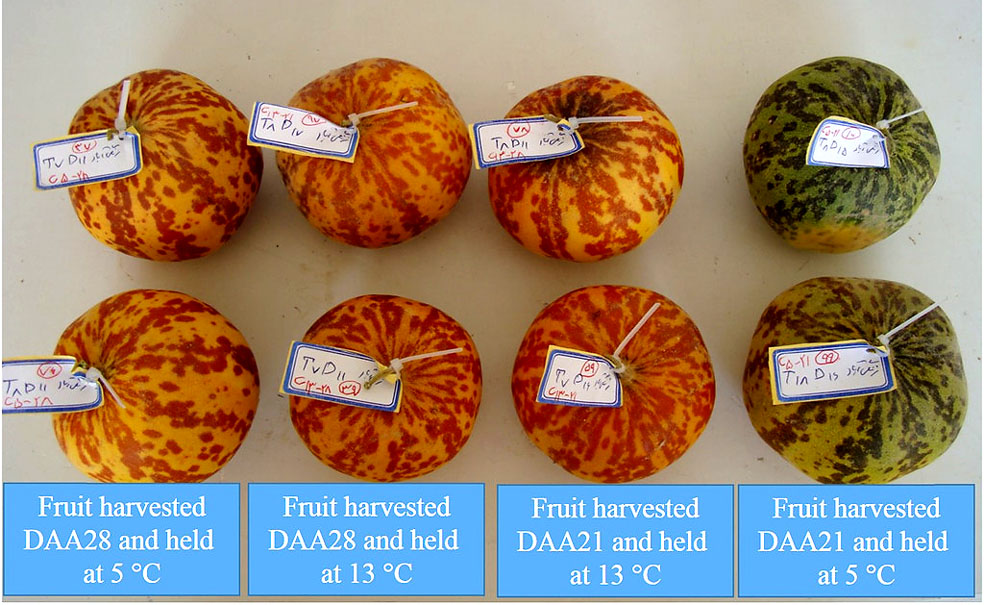
Dudaim 'Zangi-Abad' récolté à 21 et 28 jours après l'anthèse, après 3 semaines de stockage à 5 et 13 °C (41,0 et 55,4 °F).

La pulpe est diurétiques, la peau toxique.

### Parfum
Michel Pitrat isole un grand groupe de melon « le melon parfum qui est constitué du type dudaim, qui n’est pas consommé, mais dont les fruits non sucrés sont utilisés pour leur parfum de la Turquie à l’Afghanistan». Son parfum est décrit comme un mélange de cantaloup, d'ananas avec une note de jasmin d'Arabie.
48 composants volatils ont été identifiés (2011) par ordre d'importance l'héxanol (11,5 %), le chavicol (11,3 %) qui serait à l'origine de la note du Dudaim note feuilles de bétel, le (Z)-3-hexénol (6,8 %), l'alcool benzylique (3,5 %) et l'eugénol (3,5 %). Le pulpe est moins parfumée que la peau, l'eugénol est son principal constituant (15,3 %) qui avec les esters de thioéther et les lactones contribuent au parfum unique du melon.

## Anthologie
- Auguste Pailleux et Désiré Bois, Le potager d'un curieux : histoire, culture et usages de 250 plantes comestibles peu connues ou inconnues. Paris Librairie agricole de la Maison rustique. 1899.

« Un de nos correspondants écrit de Setubal (Portugal) : Hier, je mis la main sur un Melon zébré de Chine, que j'avais exposé depuis quinze jours sur une étagère; il était devenu à peu près tout jaune, même dans sa partie verte, qui avait pris cette teinte : il était à point pour ce que j'en voulais faire. Je le partageai, j'y goûtai et je lui trouvai un semblant de goût d'Ananas. Je mangeai ainsi une moitié, tout en me disant qu'on pourrait bien en faire autre chose. Poursuivant l'expérience, je vidai de ses graines l'autre moitié, et, dans ce vide, je mis du sucre, puis d'un vin de liqueur très bon, qu'on appelle ici Bastardo. Je laissai infuser un quart d'heure, puis, avec une cuillère à café, j'entamai comme on fait d'une glace, et la pâte y ressemblait fort. Ce fut délicieux.
Je me dis alors qu'on pourrait glacer ces moitiés de Melons ainsi préparés de diverses façons. Je vous livre mon essai ; c'est par ces moyens tout de hasard qu'on arrive aux découvertes. Je suis un converti, et je me hâte de vous le confesser. Ne fût-ce que pour manger ainsi ce petit Melon, je le cultiverai.» »

## Pages connexes
- Carosello (concombre), concombre arménien
- Melon oriental, Melons d'Asie centrale, Melons de la péninsule ibérique, Melons sauvages
- Concombre